# ناحیه بوقادیر
ناحیه بوقادیر (به عربی: دائرة بوقادیر) یک ناحیه در الجزایر است که در استان الشلف واقع شده‌است.